# Anthony (Kansas)
Anthony és una població dels Estats Units a l'estat de Kansas. Segons el cens del 2000 tenia 2.440 habitants.

## Demografia
Segons el cens del 2000, Anthony tenia 2.440 habitants, 1.059 habitatges, i 659 famílies. La densitat de població era de 615,7 habitants per km².
Dels 1.059 habitatges en un 28,7% hi vivien nens de menys de 18 anys, en un 51% hi vivien parelles casades, en un 7,7% dones solteres, i en un 37,7% no eren unitats familiars. En el 34,8% dels habitatges hi vivien persones soles el 21,5% de les quals corresponia a persones de 65 anys o més que vivien soles. El nombre mitjà de persones vivint en cada habitatge era de 2,25 i el nombre mitjà de persones que vivien en cada família era de 2,91.
Per edats la població es repartia de la següent manera: un 25,8% tenia menys de 18 anys, un 7,5% entre 18 i 24, un 21,9% entre 25 i 44, un 20,7% de 45 a 60 i un 24,1% 65 anys o més.
L'edat mediana era de 41 anys. Per cada 100 dones de 18 o més anys hi havia 84,3 homes.
La renda mediana per habitatge era de 24.730 $ i la renda mediana per família de 37.321 $. Els homes tenien una renda mediana de 27.042 $ mentre que les dones 17.604 $. La renda per capita de la població era de 14.540 $. Entorn del 12,8% de les famílies i el 16,4% de la població estaven per davall del llindar de pobresa.

## Poblacions més properes
El següent diagrama mostra les poblacions més properes.